# Les Loges-en-Josas
Les Loges-en-Josas és un municipi francès, situat al departament d'Yvelines i a la regió de Illa de França. L'any 2007 tenia 1.464 habitants.
Forma part del cantó de Versalles-2, del districte de Versalles i de la Comunitat d'aglomeració Versailles Grand Parc.

## Demografia

### Població
El 2007 la població de fet de Les Loges-en-Josas era de 1.464 persones. Hi havia 502 famílies, de les quals 78 eren unipersonals (37 homes vivint sols i 41 dones vivint soles), 144 parelles sense fills, 239 parelles amb fills i 41 famílies monoparentals amb fills.
La població ha evolucionat segons el següent gràfic:
Habitants censats

### Habitatges
El 2007 hi havia 528 habitatges, 505 eren l'habitatge principal de la família, 5 eren segones residències i 18 estaven desocupats. 488 eren cases i 36 eren apartaments. Dels 505 habitatges principals, 384 estaven ocupats pels seus propietaris, 109 estaven llogats i ocupats pels llogaters i 12 estaven cedits a títol gratuït; 8 tenien una cambra, 25 en tenien dues, 45 en tenien tres, 83 en tenien quatre i 343 en tenien cinc o més. 425 habitatges disposaven pel capbaix d'una plaça de pàrquing. A 152 habitatges hi havia un automòbil i a 330 n'hi havia dos o més.

### Piràmide de població
La piràmide de població per edats i sexe el 2009 era:
| Homes | Edats   | Dones |
| ----- | ------- | ----- |
| 0     | 95 o +  | 4     |
| 4     | 90 a 94 | 0     |
| 0     | 85 a 89 | 4     |
| 12    | 80 a 84 | 0     |
| 12    | 75 a 79 | 8     |
| 16    | 70 a 74 | 20    |
| 36    | 65 a 69 | 24    |
| 44    | 60 a 64 | 60    |
| 64    | 55 a 59 | 68    |
| 64    | 50 a 54 | 40    |
| 68    | 45 a 49 | 48    |
| 20    | 40 a 44 | 52    |
| 64    | 35 a 39 | 60    |
| 24    | 30 a 34 | 44    |
| 40    | 25 a 29 | 28    |
| 56    | 20 a 24 | 24    |
| 64    | 15 a 19 | 65    |
| 20    | 10 a 14 | 36    |
| 44    | 5 a 9   | 80    |
| 64    | 0 a 4   | 56    |

## Economia
El 2007 la població en edat de treballar era de 886 persones, 608 eren actives i 278 eren inactives. De les 608 persones actives 568 estaven ocupades (314 homes i 254 dones) i 41 estaven aturades (20 homes i 21 dones). De les 278 persones inactives 72 estaven jubilades, 115 estaven estudiant i 91 estaven classificades com a «altres inactius».

### Ingressos
El 2009 a Les Loges-en-Josas hi havia 515 unitats fiscals que integraven 1.523 persones, la mediana anual d'ingressos fiscals per persona era de 37.585 €.

### Activitats econòmiques
Dels 104 establiments que hi havia el 2007, 3 eren d'empreses de fabricació de material elèctric, 5 d'empreses de fabricació d'altres productes industrials, 9 d'empreses de construcció, 18 d'empreses de comerç i reparació d'automòbils, 6 d'empreses de transport, 4 d'empreses d'hostatgeria i restauració, 9 d'empreses d'informació i comunicació, 3 d'empreses financeres, 4 d'empreses immobiliàries, 34 d'empreses de serveis i 9 d'empreses classificades com a «altres activitats de serveis».
Dels 16 establiments de servei als particulars que hi havia el 2009, 1 era una oficina de correu, 5 tallers de reparació d'automòbils i de material agrícola, 2 paletes, 5 lampisteries, 1 electricista, 1 empresa de construcció i 1 saló de bellesa.
Dels 2 establiments comercials que hi havia el 2009, 1 era una botiga de més de 120 m² i 1 una botiga de material de revestiment de parets i terra.

## Equipaments sanitaris i escolars
L'únic equipament sanitari que hi havia el 2009 era un hospital de tractaments de mitja durada (seguiment i rehabilitació).
El 2009 hi havia 1 escola maternal i 1 escola elemental.

## Poblacions properes
El següent diagrama mostra les poblacions més properes.